# Radio por televisión digital
La radio por televisión digital, radio DTV o DTR son los canales de audio que se proporcionan con un servicio de televisión digital. Estos canales se emiten por televisión por cable, por satélite o por televisión digital terrestre. En términos de variedad, la DTR se sitúa entre la radio AM o FM y la radio satelital. Sin embargo, como es una señal digital, su calidad de sonido puede ser idéntica o mejor que la de la radio satelital.
DTR puede estar disponible de forma gratuita, o como parte de un servicio de televisión por suscripción. Los canales de música y audio DTR se ofrecen a menudo como parte del servicio o paquete "básico" de una operadora de pago.
En un estudio realizado en 2014, el 11% de aquellos estadounidenses entrevistados escuchaban radio DTV, y del tiempo dedicado al consumo de audio, el 5,2% lo ocupaba la radio DTV.

## Cantidad y disponibilidad de canales
En los Estados Unidos, DirecTV ofrece hasta 84 canales de Sonic Tap, y Dish Network ofrece 95 canales de SiriusXM Satellite Radio y Muzak para suscriptores residenciales, dependiendo del tipo de suscripción. Music Choice ofrece 50 canales, los cuales caben en un solo canal de televisión digital por cable a través de multiplexación. Esto incluye imágenes de vídeo fijas que se envían a una velocidad de bits baja para identificar la emisora y la canción, y dar más información sobre el artista. CRN Digital Talk Radio Networks ofrece siete canales, todos ellos con programación de talk radio. Las emisoras de televisión abierta en Estados Unidos cuentan con más de 450 canales de audio. Algunas estaciones AM y FM, en sus transmisiones por la TDT, usan como marca comercial adicional su número de frecuencia AM o FM; un ejemplo vendría a ser WDNJ a través de WMBC-TV, y WSIC a través de WHWD-LD.
En Canadá, los proveedores de televisión digital suelen ofrecer el servicio de radio digital de Stingray Music, el cual ofrece hasta 100 canale, y proporcionan información adicional de canciones a través de metadatos brindados por el descodificador, o a través de una interfaz interactiva que permite al usuario elegir diferentes canales y ver listas de reproducción. Mientras que la Comisión Canadiense de Radiotelevisión y Telecomunicaciones (CRTC) exige específicamente a los proveedores de televisión digital que distribuyan estaciones de radio tanto locales, universitarias como de la CBC, algunos distribuyen la mayoría de las estaciones AM y FM locales disponibles en la zona. Algunas estaciones de televisión abierta también emiten canales audio, como lo hacen las emisoras CH6498, CH5535-DT, CH2517-DT y CJON-DT.
En el Reino Unido, los clientes de la operadora Sky reciben aproximadamente 70 canales de radio DTV. Alrededor de 40 canales están disponibles en el servicio de televisión digital terrestre, de forma gratuita a través de Freeview.
En Filipinas, Dream Satellite TV ofrece 10 canales de audio, Cignal Digital TV ofrece una docena de canales de radio AM y FM, y G Sat tiene 10 canales de audio en sus servicios.